# Heather Humphreys
Heather Humphreys, née le 14 mai 1963 à Aghabog, près de Newbliss dans le comté de Monaghan, est une femme politique irlandaise, membre du Fine Gael.
De 2020 à 2025, elle est la ministre de la Protection sociale et du Développement rural et communautaire.

## Biographie
En 2011, Heather Humphreys est élue députée pour la circonscription Cavan–Monaghan et réélue en 2016 et 2020.
Elle est ministre des Arts, du Patrimoine et du Gaeltacht de 2014 à 2016, puis ministre du Développement régional de 2016 à 2017. Elle est nommée ministre de la Protection sociale et du développement rural et communautaire le 27 juin 2020. Elle assure également l'intérim des fonctions de 
ministre de la Justice en 2021 et 2022, lors du congé maternité d'Helen McEntee.
Le 5 avril 2024, elle est nommée adjointe du chef du Fine Gael Simon Harris. Le 19 octobre suivant, elle démissionne de cette fonction et renonce à se représenter aux élections législatives.